# بوتوش
بوتوش (به صربی: Botoš) یک منطقهٔ مسکونی در صربستان است که در Zrenjanin City واقع شده‌است. بوتوش ۱٬۸۶۰ نفر جمعیت دارد و ۶۸ متر بالاتر از سطح دریا واقع شده‌است.